# Хасан Назар
Хасан Назар (башк. Хәсән Назар; справжнє ім'я — Назаров Хасан Мударісович, башк. Хәсән Мөҙәрис улы Назаров; народ. 15 січня 1942, село Тавликай, башк. Таулыҡай) — башкирський поет, перекладач, редактор і журналіст.

## Життєпис
Народився у селянській родині, за національністю башкир. Після закінчення семирічної школи працював у колгоспі, служив в армії. У 1970—1975 роках навчався у Літературному інституті імені О. М. Горького. З 1966 року — завідувач відділом газети «Тан» (Бурзянський район), у 1968—2001 роках (з перервами) — співробітник журналу «Агидель» (з 1995 року — завідувач відділом поезії), у 1971—2007 роках (з перервами) — співробітник газети «Башкортостан», у 1974—1977 роках — редактор комітету з телебачення і радіомовлення при РМ БАРСР, з 1987 року — завідувач відділом газети «Башкортостан піонери»; у 1990—1992 роках — відповідальний секретар, у 1994—1995 роках — заступник головного редактора газети «Йешлек».

## Родина
Проживає в Уфі. Дружина — Закія, сини — Ільшат і Азамат.

## Творчість
Перша збірка віршів «Станов'я беркутів» вийшла друком у 1971 році. Для творчості Х. Назара характерні національний колорит, асоціативна образність. У творах, що увійшли до книги «Запускаю шункара» (1992), «Поклик часу» (1995), «Вознесіння в небеса» (2000), «Життя і час» (2008), поет розмірковує про сьогодення і майбутнє нації, про моральні проблеми сучасності. Переклав башкирською мовою твори О. С. Пушкіна , О. О. Блока , Р. Г. Гамзатова , М. Емінеску, В. Брюсова та інших. У Башкирському академічному театрі драми імені Гафурі Мажита в перекладі Х. Назара башкирською мовою поставлено п'єсу Лопе де Вега «Собака на сіні». Вірші Х. Назара перекладені російською, татарською, турецькою та іншими мовами. У пресі часто виходять статті, нариси, творчі портрети, рецензії Х. Назара.

## Звання та нагороди
- Премія імені Салавата Юлаєва (2000) — за книгу віршів «Вознесіння в небеса», видану Башкирським видавництвом «Кітап» 2000 року
- Премія імені Рамі Гаріпова (2007)
- Премія імені Зайнаб Біїшевої (2008)
- Народний поет Республіки Башкортостан (2017)